# كريس كيلي (لاعب كرة قدم)
كريس كيلي (بالإنجليزية: Chris Kelly)‏ (1887 في المملكة المتحدة - 1960 بيورك في المملكة المتحدة) هو لاعب كرة قدم بريطاني (وحمل سابقاً جنسية المملكة المتحدة لبريطانيا العظمى وأيرلندا) في مركز الدفاع. لعب مع ستوك سيتي ونادي ليدز ‏ ودنابي يونايتد.

## وصلات خارجية
- كريس كيلي على موقع قاعدة بيانات كرة القدم.إي يو (الإنجليزية)